# ×Filfia mixta
Filfia mixta là một loài thực vật có hoa trong họ Cúc. Loài này được (Holuby) Holub mô tả khoa học đầu tiên năm 1998.